# OpenBSD

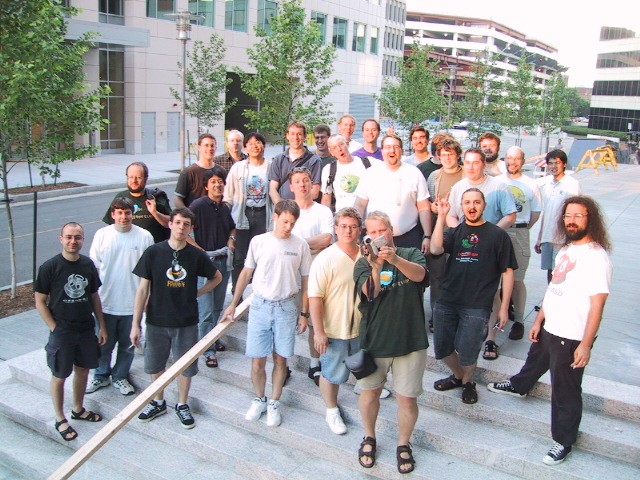
MIT의 c2k1 해카톤에 있는 OpenBSD 개발자들

OpenBSD는 NetBSD에서 파생된 BSD 계열의 오픈 소스 운영 체제이다. OpenBSD는 컴퓨터 보안 쪽으로 특화되어 개발하고 있으며, 현재 프로젝트는 Theo de Raadt가 이끌고 있다.
OpenBSD의 개발자들은 보안을 위해 소스 코드를 한줄 한줄 검사하는 것을 마다하지 않으며, 보안이 문제가 되는 부분들은 자체적인 구현으로 대체한다. 유명한 예로 OpenSSH와 LibreSSL, OpenNTPD 등이 있다.
다른 한가지 OpenBSD가 다른 오픈 소스 운영 체제들과 특화를 보이고 있는 것은, 어떠한 오류가 발생할지도 모르고, 오류가 발생하였을 경우 이를 직접 수정할 수 없는 바이너리 blob을 거부한다는 점이라고 할 수 있다. 다른 운영 체제들이 소스가 공개되어 있지 않은 여러 그래픽 카드와 네트워크 카드를 지원하기 위해 업체가 제공하는 바이너리 드라이버를 사용할 수 있도록 하는 것과는 반대로, 필요한 하드웨어의 드라이버를 업체에 스펙 문서를 요구하거나 직접 역공학을 하거나 혹은 다른 운영 체제에서 구현한 드라이버 소스를 참고로 하여 개발하여 제공한다. 이것은 OpenBSD를 더욱 신뢰할 수 있도록 해준다.
OpenBSD가 가장 널리 쓰이는 부분은 네트워크의 가장 중요한 부분이라 할 수 있는 게이트웨이와 방화벽이라 할 수 있다. 유연하고 강력한 패킷 필터링 도구인 pf가 이 부분에서 상당한 공로를 하고 있는데 이 패킷필터는 같은 BSD 계열인 FreeBSD와 NetBSD 뿐만 아니라 리눅스에도 포팅되어 있다.

## 사용 통계

## 같이 보기
- 보안 중심 운영체제